# Stara Roztoka

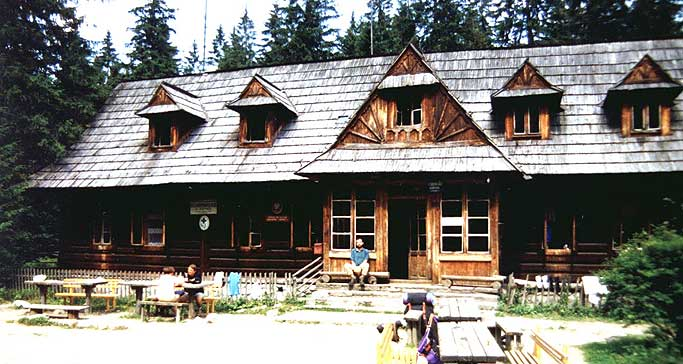
Schronisko im. Wincentego Pola

Stara Roztoka, Roztoka – polana nad rzeką Białką, około 300 m na południowy zachód od ujścia potoku Roztoka, u wylotu Doliny Roztoki do Doliny Białki w Tatrach Wysokich.
Polana jest położona na wysokości 1031 m n.p.m., wśród lasów, poniżej Roztockiej Czuby. W pobliżu schroniska, przy asfaltowej Drodze Oswalda Balzera do Morskiego Oka, znajdują się Wodogrzmoty Mickiewicza.
Dawniej na polanie mieściła się osada pasterska. W 1876 r. Towarzystwo Tatrzańskie wybudowało schronisko turystyczne, które z czasem wielokrotnie przebudowywano i powiększano. Obecnie jest to schronisko im. Wincentego Pola.
Stara Roztoka była dawniej miejscem skrzyżowania szlaków turystycznych, jednak po II wojnie światowej zamknięto ścieżki prowadzące na stronę słowacką przez Białkę. Prowadzi tędy droga, którą przed powstaniem Drogi Oswalda Balzera jeżdżono do Morskiego Oka.
Nazwa Roztoka często występuje w Tatrach i oznacza miejsce u zbiegu potoków. Dawniej w Starej Roztoce znajdywało się kilka szałasów pasterskich, nazwa została opatrzona dookreśleniem Stara po przeniesieniu się ich mieszkańców do Nowej Roztoki. Dawniej z polany roztaczał się ładny widok, dziś zasłoniły go świerki i olsze.

## Szlaki turystyczne
– szlak zielony łączący schronisko z Wodogrzmotami (do wodospadów 15 min, z powrotem 10 min). Przy drodze łączy się on z innymi trasami:
 – przedłużenie szlaku zielonego ze schroniska do Doliny Roztoki, a dalej do Doliny Pięciu Stawów Polskich. Czas przejścia znad Wodogrzmotów do Doliny Pięciu Stawów: 2:05 h, ↓ 1:30 h
 – czerwony z Toporowej Cyrhli przez Psią Trawkę, Rówień Waksmundzką i dalej wzdłuż szosy nad Morskie Oko.
- Czas przejścia z Równi Waksmundzkiej do Wodogrzmotów: 1:15 h, z powrotem 1:35 h
- Czas przejścia od Wodogrzmotów do Morskiego Oka: 1:30 h, ↓ 1:15 h

 – szosą do parkingu na Palenicy Białczańskiej. Czas przejścia od Wodogrzmotów: 40 min, ↑ 50 min